# Juan Rivero
Juan Sebastián Rivero Pin (Montevideo, 27 giugno 1999) è un calciatore uruguaiano, attaccante del Progreso.

## Carriera
Rivero è cresciuto nel settore giovanile del Racing Montevideo, con cui ha debuttato in prima squadra il 17 agosto 2020 nell'incontro di Segunda División pareggiato 2-2 contro il Villa Teresa. Il 16 novembre seguente ha segnato il suo primo gol decidendo la partita contro il Rocha, terminata 1-0. Il 18 giugno 2023 ha realizzato la sua prima tripletta nel successo per 4-1 sul Plaza Colonia.

## Statistiche

### Presenze e reti nei club
Statistiche aggiornate al 3 maggio 2024.
| Stagione        | Squadra           | Campionato      | Campionato | Campionato | Coppe nazionali | Coppe nazionali | Coppe nazionali | Coppe continentali | Coppe continentali | Coppe continentali | Altre coppe | Altre coppe | Altre coppe | Totale | Totale | Totale |
| Stagione        | Squadra           | Comp            | Pres       | Reti       | Comp            | Pres            | Reti            | Comp               | Pres               | Reti               | Comp        | Pres        | Reti        | Pres   | Reti   |        |
| --------------- | ----------------- | --------------- | ---------- | ---------- | --------------- | --------------- | --------------- | ------------------ | ------------------ | ------------------ | ----------- | ----------- | ----------- | ------ | ------ | ------ |
| 2020            | Racing Montevideo | SD              | 11         | 1          |                 | -               | -               |                    | -                  | -                  |             | -           | -           | 11     | 1      |        |
| 2021            | Racing Montevideo | SD              | 9          | 0          |                 | -               | -               |                    | -                  | -                  |             | -           | -           | 9      | 0      |        |
| 2022            | Racing Montevideo | SD              | 25         | 2          | CU              | 2               | 0               |                    | -                  | -                  |             | -           | -           | 27     | 2      |        |
| 2023            | Racing Montevideo | PD              | 36         | 5          | CU              | 1               | 0               |                    | -                  | -                  |             | -           | -           | 37     | 5      |        |
| 2024            | Racing Montevideo | PD              | 10         | 0          | CU              | 0               | 0               | CS                 | 2                  | 1                  |             | -           | -           | 12     | 1      |        |
| Totale carriera | Totale carriera   | Totale carriera | 91         | 8          |                 | 3               | 0               |                    | 2                  | 1                  |             | -           | -           | 96     | 9      |        |

## Palmarès

### Competizioni nazionali
- Segunda División Profesional de Uruguay: 1

Racing Montevideo: 2022